# 横浜こども科学館
横浜こども科学館（よこはまこどもかがくかん：YOKOHAMA SCIENCE CENTER）は、神奈川県横浜市磯子区洋光台にある科学館。館長は的川泰宣。建物外観は宇宙船をモチーフにしている。指定管理者はCTC（コングレ・東急コミュニティー）共同事業体。
ネーミングライツ制度が導入され、横浜銀行が2008年度から当初年間3千万円で命名権を取得し（2008年4月1日 - 2013年3月31日、2013年4月1日 - 2016年3月31日(年額1500万円)、2016年4月1日 - 2019年3月31日(年額1700万円)、2019年4月1日 - 2024年3月31日(年額1700万円)）、「はまぎん こども宇宙科学館」の愛称が用いられている。

## 施設
5FからB2まで、館全体が巨大な宇宙船をイメージした体験型科学館。
フロアごとにテーマの異なる5つの展示室があり、子どもから大人まで、自分でふれて体感して、楽しく遊びながら宇宙や科学のふしぎを学ぶことができる。
宇宙の広がりをさぐる5F「宇宙船長室」。
キャプテンシアターでは、身近な道具を使った科学実験ショウ「サイエンス・ショウ」や、宇宙をテーマにした映像と道具を使った解説を行う「サイエンス・ミニトーク」を土日祝に開催。
4Fは、「ビーコロ®」や「サイクロイド滑り台」など、玉の動きを通して物理の法則を体感できる「宇宙研究室」。
3Fは、「月面ジャンプ」や「空間移動ユニット」が人気の「宇宙トレーニング室」。
2F「宇宙発見室」では、カミナリやオーロラのふしぎにふれることができる。スペースラボでは「ミニ実験」を土日祝に開催。目の前のカウンターで実験を見られる。
B2「あそびの広場／特別展示室」では、秘密基地のようなプレイハウスで道具の組み立てを体験したり、様々な形のマグネットパズルを壁面に貼り付けられる。また、春季や大型連休、夏季などに様々な企画を開催。
宇宙劇場（プラネタリウム）では、直径23mのドーム全体に広がる迫力の映像と、リアルで美しい星がつくりだす、臨場感あふれる宇宙を体験できる。小さな子どもから大人まで楽しめるプログラムを投影。全ての番組の前後どちらかで約15分間、スタッフによるその日の星空解説も実施。2022年12月に導入された投影機MEGASTAR-IIAは、少なくとも7億個の恒星を投影できる「世界で最も多くの星を映し出すプラネタリウム投影機」として、2023年2月にギネス世界記録に認定された。
その他、月に1～2回程度、星空観察会を開催。プラネタリウムで宇宙のお話をした後、実際の星空のもと、星や星座の解説を行っている。天体望遠鏡で月や惑星などの天体観察も実施。
建築設計は環境デザイン研究所（仙田満）及び日建設計。宇宙劇場を先端にした3段ロケットのような構成をとる。後部は小さなサイコロの積木のような意匠となっており、南側の公園およびそれに続く住宅地のヒューマンなスケールに合わせるように意図されている。

## 開館時間・休館日
- 開館時間
  - 9:30 - 17:00（入館は16:00まで）
- 休館日
  - 第1・3火曜日
  - 年末年始
  - ※プラネタリウム番組入れ替え時などに臨時休館することもある。

## 歴史
- 1984年5月5日 開館
- 1986年3月21日 展示更新／地下2階
- 1987年3月21日 地下1階休憩室増設
- 1988年12月 展示更新／1・3・4階
- 1989年12月2日 展示更新／5階
- 1990年4月21日 リニューアル・オープン
- 2001年3月3日 プラネタリウム更新
- 2007年3月3日 宇宙劇場リニューアル
- 2008年4月1日 ネーミングライツにより愛称「はまぎん こども宇宙科学館」を使用
- 2011年4月1日 指定管理者「SFG・NTTファシリティーズ共同事業体」管理運営開始（2016年3月31日まで）
- 2012年3月1日 JAXA名誉教授 的川泰宣氏館長就任
- 2013年4月1日 ネーミングライツの更新（2016年3月31日まで）
- 2014年5月5日 横浜こども科学館開館30周年
- 2015年11月1日 展示更新／4階
- 2016年4月1日 展示室リニューアル／2階
- 2016年4月1日 2期目指定管理者「コングレ・NTTファシリティーズ共同事業体」管理運営開始（2021年3月31日まで）
- 2016年4月1日 ネーミングライツ更新（2019年3月31日まで）
- 2016年9月8日 展示更新／4階
- 2017年2月11日 展示室リニューアル／地下2階
- 2022年12月1日 プラネタリウムリニューアルし、大平技研製の新型MEGASTARII-Aを導入[10]。ギネス記録を狙うものの「星の数を数えることが困難」という理由から即日の記録認定には至らなかったが、翌2023年2月8日にとしてギネス世界記録に登録された[11][12]。投影できる星の数については、大平技研によると1等星から20等星まで約12億個を映し出す能力があるが、星を数える方法の技術的な限界から「少なくとも7億個の星を投影できる」とされた[13]。

### 入館者達成経緯
- 1984年8月4日 入館者10万人
- 1985年12月16日 入館者50万人
- 1988年1月23日 入館者100万人
- 1990年3月27日 入館者150万人
- 1992年2月13日 入館者200万人
- 1994年1月20日 入館者250万人
- 1995年12月19日 入館者300万人
- 1997年10月17日 入館者350万人
- 1999年9月18日 入館者400万人
- 2003年7月31日 入館者500万人
- 2006年11月26日 入館者600万人
- 2010年7月25日 入館者700万人
- 2016年4月28日 入館者800万人

## アクセス
- JR根岸線洋光台駅より徒歩3分。
- 横浜横須賀道路港南台ICから約5分。有料駐車場あり。

## その他
- 洋光台駅前のバス乗り場には、こども科学館のドームを模した上屋が設けられていた。老朽化のため、現在は別の形状のものに交換されている。
- 町内の和菓子店（現在は閉店）では、当館をイメージした「ドームサブレー」が販売されていた。